# Palaeoloxodon namadicus

Palaeoloxodon namadicus, ou elefante-de-presas-retas- asiático, foi uma espécie de elefante pré-histórico que viveu no período Pleistoceno na Ásia, da Índia (onde foi descoberto) até o Japão. É um descendente Palaeoloxodon antiquus.
Alguns especialistas o consideram como uma subespécie do Palaeoloxodon antiquus devido às enormes semelhanças entre as presas. Sua estrutura craniana também era diferente da de um elefante moderno.
Acredita-se que o P. namadicus foi extinto cerca de 24 000 anos atrás, perto do final do Pleistoceno.

## Tamanho

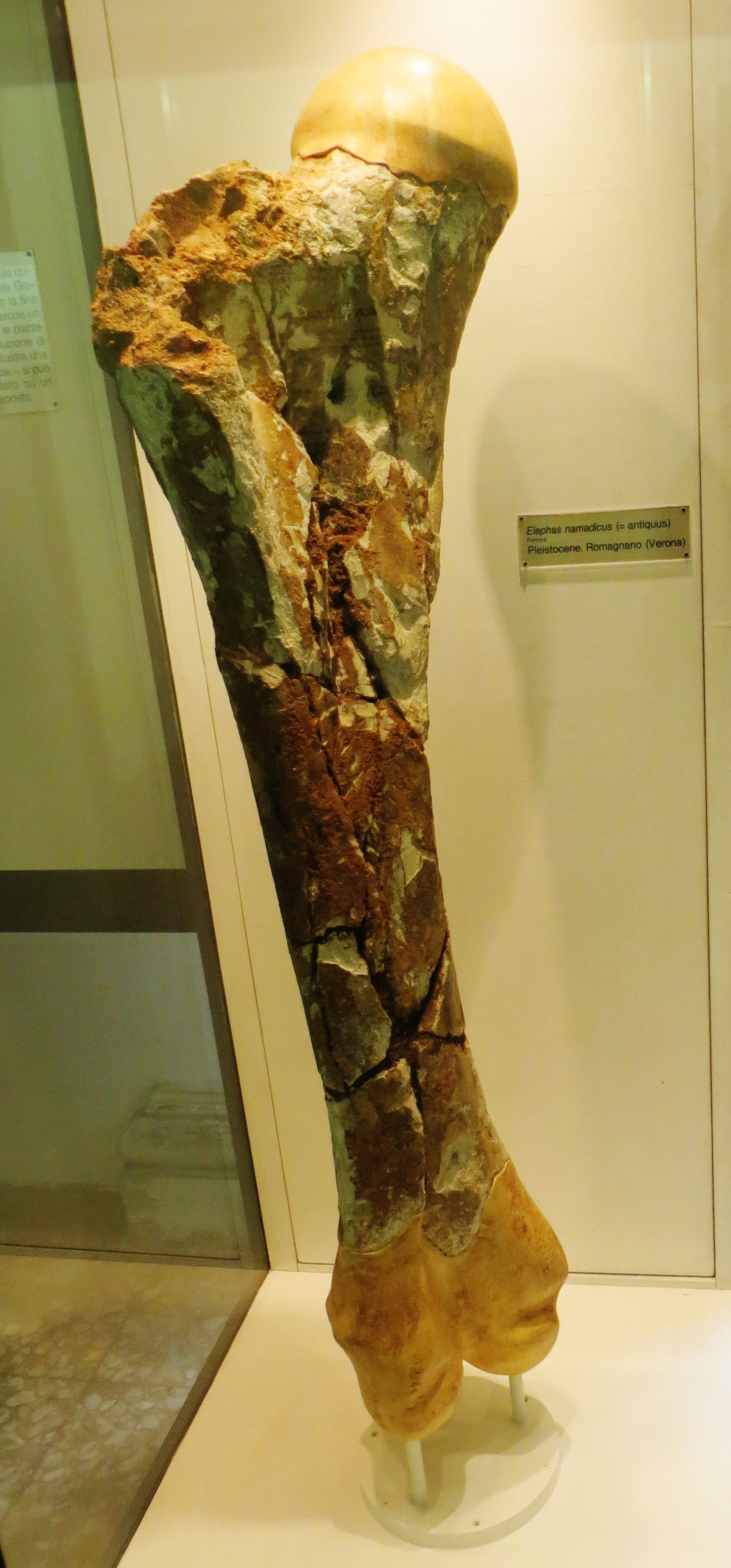
Osso da perna.

Vários estudos têm tentado estimar o tamanho do elefante-de-presas-retas-asiático, assim como outros proboscídeos pré-históricos, geralmente usando comparações do osso da coxa, o comprimento e o conhecimento sobre as taxas de crescimento relativo para estimar o tamanho de esqueletos incompletos.
Um esqueleto parcial encontrado na Índia em 1905 incluía ossos da coxa, que provavelmente mediam 165 centímetros quando inteiros, sugerindo uma altura total até o ombro de 4,5 metros para este indivíduo.
Dois ossos parciais da coxa foram encontrados no século XIX, e teriam medido 160 cm quando inteiros. Um fragmento do mesmo local era alegadamente 1/4 maior; a análise volumétrica produz uma estimativa de 5,2 metros de altura até o ombro e 22 toneladas de massa. Isso torna o P. namadicus o maior mamífero terrestre conhecido, superando o Paraceratherium.